# Paramahansza
A paramahansza, (vagy paramahamsza), egy szanszkrit vallási-teológiai cím, amit magas rangú hindu spirituális tanítóknak adományoznak. A cím jelentése „legfőbb hattyú”. A hattyú a tisztaság és a transzcendencia szimbóluma a Védánta tanításaiban. A hattyú egyaránt otthon van a földön és a vízben. Az igaz bölcs is egyformán otthonosan mozog az anyagi és a szellemi világban. Egy indiai legenda szerint a hattyú el tudja választani a tejet a víztől. A hattyú az önmegvalósított lelket szimbolizálja, aki külön tudja választani a valóságot és az illúziót. „A hattyú a világi kötelékektől teljesen szabad és független lélek jelképe, amely felemelkedett Istenhez, hogy eggyé váljon vele.”

## Etimológia
A paramahansza (vagy paramahamsza), egy szanszkrit szó, melynek jelentése 'legfelsőbb hattyú', ahol a szóösszetétel parama tagja 'legfelsőbb, transzcendens', a hamsza pedig 'hattyú' jelentéssel bír. Egy etimológiai feltételezés szerint a 'hamsza' szót az aham 'Én' és a sza 'Az' szavak alkotják. 'Aham' és 'sza':  'Én vagyok Az'. Itt az 'Én' a dzsivátmára, az egyéni lélekre, az 'Az' pedig a Legfelsőbb Önvalóra vonatkozik. A Védánta advaita (angol cikk:advaita) filozófia az Önvaló Átma és a Legfelsőbb lélek (Paramátma, Brahman) egységét hirdeti.

## Mitológia
A hamsza az Úr Brahma hordozóállata. A Védákban és a Puránákban a lélek szimbóluma. Egy indiai legenda szerint a hattyú el tudja választani a tejet a víztől, ami a magas spirituális megkülönböztető képességre (vivéka) utal. Másrészről a paramahansza számára az egész teremtés maga Isten, és nem létezik rajta kívül más. Az ilyen személy tökéletesen megvalósult lélek, felszabadult a világi kötöttségek alól, nem tartják fogva a rága és dvésa (vonzalom és idegenkedés) kötelékei. Nincsenek szükségletei, mivel teljesen eggyé vált Istennel.

## Teológia
Paramahansza, mint vallási cím, a hindu szerzetesek olyan magasrendű osztályát jelöli, akik felszabadult lelkek, megvalósították a jóga legfelsőbb szintjét, elérték a nirvikalpa szamádhit, és különbséget tudnak tenni Valóság (sza) és Nem-Valóság (ham) között.
A hamsza mantra az Átma által a változó személyiségen túl létező kozmikus létezőt jelenti. A mantra maga a légzés által generált hangra utal, ahol a belégzés (szó) és a kilégzés (ham) egymásba kapcsolódva adja a meditációs hangsort: szó-ham (Az vagyok). A mantra két szótagja megfordulásával a tökéletességre, és a Legfelsőbb tudatosságot jelentő hanszára változik. Erről a mantráról szól a Szkanda puránában a Guru-gíta is.

## Adományozott cím
Ezt a címet a legfőbb spirituális vezetők testülete adományozza, s ezzel a címmel kifejezi, hogy „viselője megvalósította Istent, és tudatára adja minden lelki keresőnek Istennel való teljes egységét.” (Lila Amrit: Mahaprabhuji megkapja a Paramhansa címet).

## Külső hivatkozások
- Jóga szótár Archiválva 2010. június 21-i dátummal a Wayback Machine-ben
- Lila Amrit online
- Paramhansz Szvámi Mahesvaránanda